# أسومبتا سكارب
أسومبتا سكارب (مواليد 1957) فقيهه وسياسية اشتراكية إسبانية.

## السيرة الشخصية
درست القانون في جامعة برشلونة وناضلت في البداية في الحزب الاشتراكي الموحد لكتالونيا. حصلت على درجة الماجستير في الإدارة العامة. في عام 1985 بدأت العمل في مركز أبحاث في مستشفى ديل مار. ومنذ ذلك الحين انضمت إلى الحزب الاشتراكي الموحد لكتالونيا وربطت بمجلس مدينة برشلونة.
بعد المشاركة في إنشاء جامعة بومبيو فابرا في عام 1991 عملت في إدارة الخدمات المركزية لمجلس مدينة برشلونة، وفي عام 1995 كانت رئيسة نائبة رئيس البلدية آنذاك جوان كلوس. عندما تم انتخاب كلوس أصبح رئيس البلدية رئيسًا لمكتب العمدة. تم انتخابها كعضو مجلس في الانتخابات البلدية للأعوام 2003 و2007 و2011. وخلال هذه السنوات كانت مستشارة مشاركة المواطنين والتضامن والتعاون (2003-2006)، التخطيط العمراني (2006-2007)، عضو مجلس من منطقة (2006-2004)، مستشار للوقاية والسلامة والتنقل (2007-2010)، النائب الثالث لرئيس البلدية (2010-2011).
تم انتخابها لعضوية برلمان كتالونيا في انتخابات عام 2015 وانتخابات عام 2017.